# Briton Hadden
Briton Hadden (né le 18 février 1898 dans le quartier de Brooklyn à New York, aux États-Unis et décédé le 27 février 1929 également à Brooklyn) a été le cofondateur du Time Magazine, publié dès 1923 avec son ancien camarade de classe de l'Université Yale, Henry Luce. Il fut le premier rédacteur en chef du Time et imposa  son style d'écriture révolutionnaire, connu sous le nom « Timestyle ». Bien qu'il soit mort à 31 ans, il fut considéré comme l'un des journalistes les plus influents des années 1920, un innovateur et styliste emblématique de l'entre deux guerres.

## Biographie
Hadden fit ses débuts dans le journal de son école, la Poly Prep Country Day School, puis à la Hotchkiss School où il fut élu président du journal et Luce le rédacteur en chef adjoint. À Yale, Hadden fit de même et fut élu président du journal à deux reprises (1917-1918 et 1919-1920). C'est à ce moment que naquit l'idée de créer un magazine qui, regroupant les nouvelles de la semaine dans une brève, serait facilement lisible.
Après avoir reçu son baccalauréat à Yale en 1920, Hadden écrivit pour le New York World, où il fit la connaissance du célèbre rédacteur en chef Herbert Bayard Swope.

## Fondation du Time
À la fin de l'année 1921 Hadden s'associa avec Luce, récemment renvoyé du Chicago Daily News, et partirent pour Baltimore où ils entrèrent au Baltimore News. Ils commencèrent alors sérieusement à travailler sur l'idée d'un magazine qui, aurait dû tout d'abord s'appeler Facts. Ils mirent deux ans pour fonder le magazine Time ; dirigeant alternativement le journal; cependant Hadden demeura rédacteur en chef pendant quatre ans et demi. Considéré comme un « presiding genius » (présidant génial) par son style de présentation novateur, et ses méthodes journalistiques modernes. Dans ses premières années, le magazine fut édité dans une brasserie abandonnée de Baltimore, puis à Cleveland en 1925, et enfin à New York en 1927.

## Fin de vie et succession
En décembre 1928, Hadden tomba malade. Il meurt deux mois plus tard, probablement d'un streptocoque, qui causa une septicémie. Avant de mourir, Hadden signa un testament, qui léguait toutes ses parts de Time Inc. à sa mère et à sa famille interdisant de les vendre. Moins d'un an après la mort d'Hadden, Luce forma une alliance d'actionnaires visant à récupérer ces parts.
Le nom de Hadden fut supprimé dans les deux semaines suivant sa mort et pendant les 38 années qui suivirent; Luce ne cita en public, le nom de son associé qu'à quatre reprises. Luce acquis le contrôle du Time et clama que les idées développées par Hadden lui étaient également imputables tant le travail des deux collaborateurs était l'œuvre de leur partenariat.